# When We’re Old
A When We’re Old (magyarul: Ha megöregszünk) Ieva Zasimauskaitė litván énekesnő dala, amellyel Litvániát képviselte a 2018-as Eurovíziós Dalfesztiválon, Lisszabonban.

## Eurovíziós Dalfesztivál
A dal a 2018. március 11-én megrendezett litván nemzeti döntőben nyerte el az indulás jogát, ahol a zsűri és a nézői szavazatok együttese alakította ki a végeredményt.
A dalt az Eurovíziós Dalfesztiválon először a május 8-i első elődöntőben adta elő, fellépési sorrendben hatodikként a Csehországot képviselő Mikolas Josef Lie to Me című dala után és az Izraelt képviselő Netta Toy című dala előtt. Az elődöntőből a kilencedik helyen jutott tovább a május 12-i döntőbe, ahol fellépési sorrendben negyedikként lépett fel a Szlovéniát képviselő Lea Sirk Hvala, ne! című dala után és az Ausztriát képviselő Cesár Sampson Nobody but You című dala előtt. A pontozás során a zsűri szavazáson összesítésben a tizenegyedik helyen végzett 90 ponttal (Horvátországtól maximális pontot kapott), míg a nézői szavazáson a tizedik helyen végzett 91 ponttal (az Egyesült Királyságtól, Észtországtól, Írországtól, (Lettországtól és Norvégiától maximális pontot kapott) így összesítésben 181 ponttal a verseny tizenkettedik helyezettje lett.
A következő litván induló Jurijus Run with the Lions című dala volt a 2019-es Eurovíziós Dalfesztiválon.

## Külső hivatkozások
- Dalszöveg
- A dal videóklipje. YouTube-videó, Eurovision Song Contest, 2018. március 12.
- A dal előadása a dalfesztivál első elődöntőjében. YouTube-videó, Eurovision Song Contest, 2018. május 8.
- A dal előadása a dalfesztivál döntőjében. YouTube-videó, Eurovision Song Contest, 2018. május 12.